# 耶爾沙瓦
耶爾沙瓦（德語： or Jelschau）是斯洛伐克的城鎮，位於該國南部，由班斯卡-比斯特里察州負責管轄，面積46.8平方公里，海拔高度258米，2005年人口3,147，其中四成居民信奉羅馬天主教。

## 地理位置
耶爾沙瓦位於雷武察·弗尔乔维纳高地，距離雷武察約10公里、班斯卡-比斯特里察約100公里、科希策約105公里。

## 人口
根據2001年人口普查，耶爾沙瓦人口為3287。斯洛伐克人佔84.39%，斯洛伐克羅姆人佔9.49%，匈牙利人佔2.46%，捷克人佔1.16%。宗教方面，羅馬天主教佔40.77%，無信仰佔28.02%，信義宗佔16.28%。

## 友好城市
- 捷克烏尼喬夫
- 匈牙利托特科姆洛什（英语：Tótkomlós）
- 羅馬尼亞訥德拉克
- 波蘭什切科齊內

## 外部連結
- Municipal website （页面存档备份，存于） （斯洛伐克文）

1. 1 2  . Statistical Office of the Slovak republic.   [2007-12-21]. （原始内容存档于2007-12-17）.